# Etihad Airways Partners
Etihad Airways Partners war eine Marke sowie ein Marketinginstrument, unter dem Etihad Airways im Jahr 2014 zunächst acht Fluggesellschaften zusammengeschlossen hat, an denen sie Beteiligungen besitzt. Das Mutterunternehmen vermarktet diesen Zusammenschluss nach außen als Luftfahrtallianz, weil Bonusprogramme und sonstige Kundenleistungen eines Unternehmens auch von den übrigen Schwestergesellschaften akzeptiert und bei diesen eingelöst werden können. Im Gegensatz zu den klassischen Luftfahrtallianzen, in denen selbständige Fluggesellschaften auf freiwilliger Basis miteinander kooperieren, liegt im Falle von Etihad Airways Partners eine konzerninterne Zusammenarbeit der einzelnen Tochterunternehmen untereinander sowie wechselseitig mit ihrer Muttergesellschaft vor.

## Geschichte
Am 8. Oktober 2014 gab Etihad Airways bekannt, alle Fluggesellschaften, an denen sie eine Beteiligung besitzt, in einer neuen Luftfahrtallianz zu koordinieren. Die Allianz sei offen für weitere Fluggesellschaften. Nach der Insolvenz von Air Berlin und Darwin beschloss Etihad, die Zusammenarbeit unter der Marke Etihad Airways Partners nicht weiter zu verfolgen.

## Ehemalige Mitglieder
| Fluggesellschaft | Herkunftsland                | Beitritt | Austritt | Grund des Austritts                                            |
| ---------------- | ---------------------------- | -------- | -------- | -------------------------------------------------------------- |
| Air Berlin       | Deutschland                  | 2014     | 2017     | Betriebseinstellung nach Insolvenz                             |
| Air Seychelles   | Seychellen                   | 2014     | 2017     | Vereinbarung ausgesetzt                                        |
| Darwin Airline   | Schweiz                      | 2014     | 2017     | Verkauf des Etihad-Anteils                                     |
| Niki Luftfahrt   | Österreich                   | 2014     | 2017     | Insolvenz der Muttergesellschaft Air Berlin                    |
| Jet Airways      | Indien                       | 2014     | 2019     | Betriebseinstellung nach Insolvenz                             |
| Alitalia         | Italien                      | 2014     | 2021     | Betrieb wurde am 15. Oktober 2021 durch ITA Airways übernommen |
| Air Serbia       | Serbien                      | 2013     | 2023     | Republik Serbien übernahm alle Anteile                         |
| Etihad Airways   | Vereinigte Arabische Emirate | 2014     |          |                                                                |